# 蒂塔里夫卡
49°13′54″N 38°52′41″E / 49.23167°N 38.87806°E
蒂塔里夫卡（羅馬化：Tytarivka）是位於烏克蘭東部的村莊，由盧甘斯克州舊比利斯克區的舊比利斯克市鎮負責管轄。該村始建於1790年，面積1.63平方公里，海拔高度77米，2001年人口620，人口密度每平方公里379.4人。